# کوچوم خان
کوچوم خان (مرگ در سال ۱۶۰۱) آخرین خان از خانات سیبیر بود. 
تلاش کوچوم خان برای اشاعه اسلام و حملات مرزی وی با مخالفت شدید تزار روس، ایوان مخوف (سلطنت ۱۵۴۷–۱۵۸۴) روبرو شد، وی به خاطر مقاومت شدیدی که در برابر اشغالگران روسی نشان داد، مورد توجه قرار گرفته‌است. 
کوچوم پسر شاهزاده مرتضی از خاندان شیبانی بود. در سال ۱۵۵۴، او برای تخت سلطنت خانات سیبری با برادران خود «یادگار» و «بیگ‌پولاد»، که هر دو والی روسیه بودند، به رقابت پرداخت. در سال ۱۵۶۳، یادگار شکست خورد و کوچوم سلطنت را به دست گرفت. در سال ۱۵۷۳، کوچوم به پرم حمله کرد. این حمله و حملات جزئی دیگر بود که تزار روسیه را وادار به پشتیبانی از حمله قزاق‌ها به سیبری کرد.
پایتخت کوچوم خان شهرک قاشلیق (قشلاق) بود که از سوی نیروهای یرماک، سرکرده قزاقان روسی، تسخیر شد. پیروزی یرماک بر کوچوم راه را برای فتح سیبری به‌دست روس‌ها باز کرد.